# Mitsuaki Madono
Mitsuaki Madono (jap. 真殿 光昭 Madono Mitsuaki; ur. 28 lipca 1964 w Osace) – japoński seiyū i aktor dubbingowy.
Początkowo związany był z agencją Mausu Promotion, a obecnie jest związany z Aoni Production.

## Role

### Anime
- After War Gundam X – Duett Langraph (odc. 26-27)
- Air Gear – Yoshitsune
- Ajimu - Kaigan Monogatari (ONA) – Yuuma Otomine
- Akikan! – Bunny Nankai (odc. 9, 11)
- Charlie w:
  - Angelique: Seichi yori ai o komete (OVA)
  - Angelique: Shiroi Tsubasa no Memoir (OVA)
  - Angelique: Twin Collection (OVA)
- Battle Spirits: Heroes – Dr. Sunset
- Beyblade – DJ Bray
- Kon w
  - Bleach
  - Bleach the Movie: Fade to Black
  - Bleach the Movie: Memories of Nobody
  - Bleach: The DiamondDust Rebellion – Mō Hitotsu no Hyōrinmaru (film)
  - Bleach: The Sealed Sword Frenzy (OVA)
- Btooom! – Hisanobu Sakamoto
- Busō Renkin – Jirō Chōno (odc. 6); Kōshaku „Papillon” Chōno
- Buzzer Beater – Chloe
- Captain Harlock (film) – Deputy
- Carnival Phantasm (OVA) – Issei Ryūdō
- Walt w:
- Chiisana Kyōjin Microman
- Chiisana Kyōjin Microman: Daigekisen! Microman VS Saikyō Senshi Gorgon (film)
- Kaname Ōgi w:
  - Code Geass: Lelouch of the Rebellion
  - Code Geass: Lelouch of the Rebellion R2
  - Code Geass: Lelouch of the Rebellion R2 Special Edition 'Zero Requiem' (OVA)
  - Code Geass: Lelouch of the Rebellion Special Edition 'Black Rebellion' (OVA)
- Cooking Papa – Yamagishi
- Cross Game – Junpei Azuma
- D.Gray-man – Cell Roron
- Demashitaa! Powerpuff Girls Z – Ace
- Devil Survivor 2 The Animation – Yuzuru „Joe” Akie
- Digimon Fusion – Neptunemon (odc. 5-6)
- Doraemon: Nobita's Galactic Express (movie) – Aston
- Dragon Ball Z Kai – Shapner
- Eight Clouds Rising (OVA) – Ema Mitsuru; Ema-sempai
- Elf ban Kakyūsei (OVA) – Minoru Goto
- Fafner – Idun (Festum)
- Fate/stay night – Issei Ryūdō
- Fighting Spirit – Masahiko Umezawa
- Flame of Recca – Joker
- Fortune Quest L – Gear Lindsey
- Fullmetal Alchemist – Kain (odc. 2)
- Gantz  – Hajime Muroto
- Getbackers – Emishi Haruki
- Gintama – Kamotaro Itou
- GUNxSWORD – Wu
- Guyver: The Bioboosted Armor – Masaki Murakami (odc. 9-15, 18-23)
- Masahiko Umezawa w:
  - Hajime no Ippo – Champion Road
  - Hajime no Ippo Rising
  - Hajime no Ippo: New Challenger
- Hime-chan's Ribbon – Tetsu Takada
- Yoshinao w:
  - Horizon in the Middle of Nowhere
  - Horizon in the Middle of Nowhere II
- Superbohaterki (OVA)  – Hideo Akai
- Mugen no Byakuya
  - InuYasha: Kuroi Tessaiga
  - InuYasha: The Final Act
- Kidō Senshi Victory Gundam – Torance
- Kyō kara maō! – Earhart Wincott
- Kyō kara ore wa!! (OVA) – student
- Lost Universe – Jess (odc. 11)
- Maluda – Ken Takayanagi
- Sadaaki Munetake w
  - Martian Successor Nadesico
  - Martian Successor Nadesico: The Motion Picture – Książę Ciemności
- Aichō Ninku w:
  - Ninku
  - Ninku the Movie
- Nurarihyon no mago – Namahage
- Oku-sama wa Joshi Kōsei – Kyōsuke Ichimaru
- One Piece – Scratchmen Apoo; Thatch
- Persona 4: The Animation – Tōru Adachi
- Pet Shop of Horrors – Roger Stanford
- Pokémon – Hide (odc. 105)
  - Pokémon Advance – Kiyo's Zangoose (odc. 48)
  - Pokémon: Black and White – Takemitsu (odc. 39-42)
- Ranma ½
  - Ranma ½: Big Trouble in Nekonron, China (film) – Daihakusei
  - Ranma ½: Nihao My Concubine (film) – Książę Toma
- Saint Seiya
  - Saint Seiya Omega – Aegir
  - Saint Seiya: Legend of Sanctuary (film) – Virgo Shaka
- Sailor Moon Crystal – Kenji Tsukino
- Sakura Diaries – Touma Inaba
- Keroro Gunsō – Musashi (odc. 173)
- Król szamanów – Peyote Diaz
- Saiunkoku Monogatari – Kō Reishin
- Shin-chan – Steroid Masuo
- Shijō saikyō no deshi Ken’ichi – Siegfried
- Sorcerer Hunters – Maron Glasse
- Sword Art Online – Kagemune (odc. 16-17, 20)
- Seiryo Tennan w:
  - Tenchi Muyo! GXP
  - Tenchi Muyo! Ryō-Ōki (OVA)
- Tenjho Tenge – Kagurazaka
- Suite Pretty Cure – Flat
- Wedding Peach – Shinkichi Nakahata (odc. 9); Yukinojo Hengema
- Sorata Arisugawa w:
  - X
  - X OVA
- Yu Yu Hakusho: Ghost Files – Kazemaru; Kirishima; Kujō; Yanagisawa; Zeru
  - Yu Yu Hakusho: The Movie – Monster
- Go! Princess Pretty Cure – Close

## Dubbing
- Doktor Quinn (Matthew Cooper)
- Sap ji sang ciu (Simon)
- Kompania braci
- Star Trek: Voyager (Harry Kim)
- Król Skorpion

### Role animowane
- Liga Sprawiedliwych (Kilowog)
- Oggy i karaluchy (Dee Dee)
- Warzywne opowieści: Piraci, którzy nic nie robią (Elliot)
- Wróżkowie chrzestni (Cosmo)
- Ulica Sezamkowa (Wielki Ptak, Ernie, Alan, Tingo)
- Na fali (Mikey Abromowitz)

### Filmy live action
- Mighty Morphin Power Rangers (Billy Cranston)
- Gekisō Sentai Carranger (EE Musubinofu)
- Ninpū Sentai Hurricanger (Vamp-Iyan)
- Gōgō Sentai Boukenger (Prometheus Stone)
- Jūken Sentai Gekiranger (Shiyuu)
- Engine Sentai Go-Onger (Kitaneidas)

### Gry komputerowe
- Crash Nitro Kart (Nash)
- Dragon Ball Z: Burst Limit (Tenshinhan)
- Eternal Sonata (Chopin)
- Super Robot Wars (Yuuki Jaggar)
- Tales of Innocence (Hasta Extermi)